# 스티븐 버코프
스티븐 버코프(Steven Berkoff, 1937년 8월 3일 ~ )는 잉글랜드의 배우이다.

## 출연 작품 (주연작)
- 언더월드
- 리오의 도망자
- 인트루더
- 도플갱어
- 스탠리 큐브릭 - 영화속의 인생
- 꿈과 행운
- 찰리
- 신들의 숲
- The boy with camera for a face
- 건드 다운
- 위 스틸 킬
- 라이즈 오브 더 풋 솔저 파트2

## 출연 작품 (조연작)
- 맨하탄 녹턴 - 홉스 역
- 더 챔피언 - 월터 역